# Dorfkirche Wensickendorf

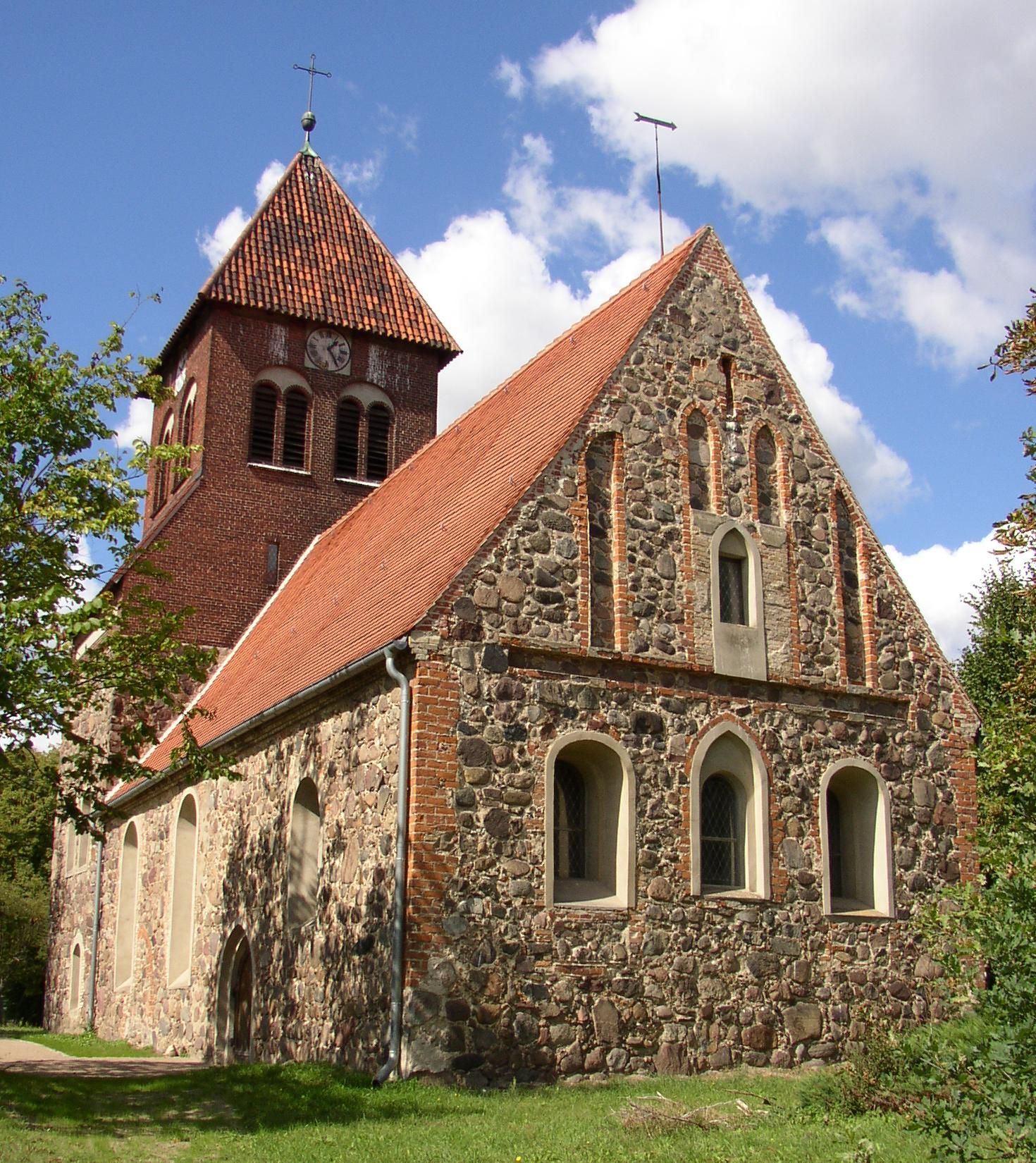
Kirche von Südwesten gesehen

Die Dorfkirche Wensickendorf ist eine evangelische Dorfkirche im Oranienburger Ortsteil Wensickendorf. Die Kirche wurde im Mittelalter, zwischen 1401 und 1500, errichtet. In den folgenden Jahrhunderten erfuhr sie einige größere Umgestaltungen und steht seit dem Ende des 20. Jahrhunderts unter Denkmalschutz. Nach der Reformation wechselten die Bewohner des Ortes zum evangelischen Glauben. Die Kirchengemeinde Wensickendorf gehört zum Pfarrsprengel Liebenwalde und damit zum Kirchenkreis Oberes Havelland der Evangelischen Kirche Berlin-Brandenburg-schlesische Oberlausitz.

## Lage
Das Bauwerk steht auf dem Dorfanger westlich der Einmündung der Zehlendorfer Chaussee und hat die Adresse Hauptstraße 55/56. Die Hauptstraße ist zugleich ein Teilstück der Bundesstraße 273. Das zuständige Pfarrhaus befindet sich in Liebenwalde.
Vor der Kirche erinnert ein steinerner vierstöckiger pyramidenartiger Obelisk an die Toten des Ersten Weltkriegs.

## Geschichte
Ab dem Jahr 1438 wurde mitten auf dem Dorfanger die Dorfkirche aus Feldsteinen errichtet. Diese Jahreszahl konnte mittels späterer moderner dendrologischer Untersuchungen der alten eichenen Dachbalken festgelegt werden. Anfangs trug das Kirchengebäude auf dem schiffsbreiten Westturm einen holzverkleideten Turmaufsatz, der im Jahr 1772 einem Brand zum Opfer fiel. Offenbar noch im gleichen Jahr erfolgten Ausbesserungs- und Umbauarbeiten, denn die Wetterfahne trägt die Jahreszahl 1772. Die Arbeiten umfassten auch das Zumauern einer zweiten Eingangstür in der Südfassade und den Einbau größerer Fenster. Die umfangreichen Bauarbeiten bewirkten eine Baustiländerung hin zur Frühgotik.
Erst knapp hundert Jahre später, 1861, erhielt das Kircheninnere sein heutiges Aussehen. Dabei richtete die Gemeinde ihr Augenmerk auf die Umgestaltung des Hochaltars und der bis dahin frei im Raum stehenden Kanzel. Beide Teile wurden zu einem Kanzelaltar im Barockstil mit reichlich Schnitzwerk vereinigt. Die aus der ersten katholischen Zeit stammende Sakristei wurde in die Neugestaltung der Altarapsis mit einbezogen.
Anfang des 20. Jahrhunderts, 1908/1909 ließ die Kirchengemeinde einen neuen Turmaufsatz mit quadratischem Grundriss aus Backsteinen aufmauern, der als Bauabschluss ein symmetrisches Zeltdach erhielt. Das Kircheninnere wurde in den Jahren 1908/1909 ebenfalls verändert, wobei der Turmraum zum Schiff geöffnet wurde. Gleichzeitig wurden die Holzbalkendecke und Westempore eingebaut oder erneuert.
Im Turm fanden ein dreistimmiges Glockengeläut und eine Turmuhr ihren Platz.
Die mehrfachen Umbauarbeiten am Kirchengebäude hinterließen am Mauerwerk ihre Spuren, wie unter anderem auf der Süd- und Ostseite deutlich erkennbar ist: der Ostgiebel des Hauptschiffes zeigt in der zweiten Etage vier zugemauerte schmale Rundfenster, dafür ein kleineres schmales Fenster.

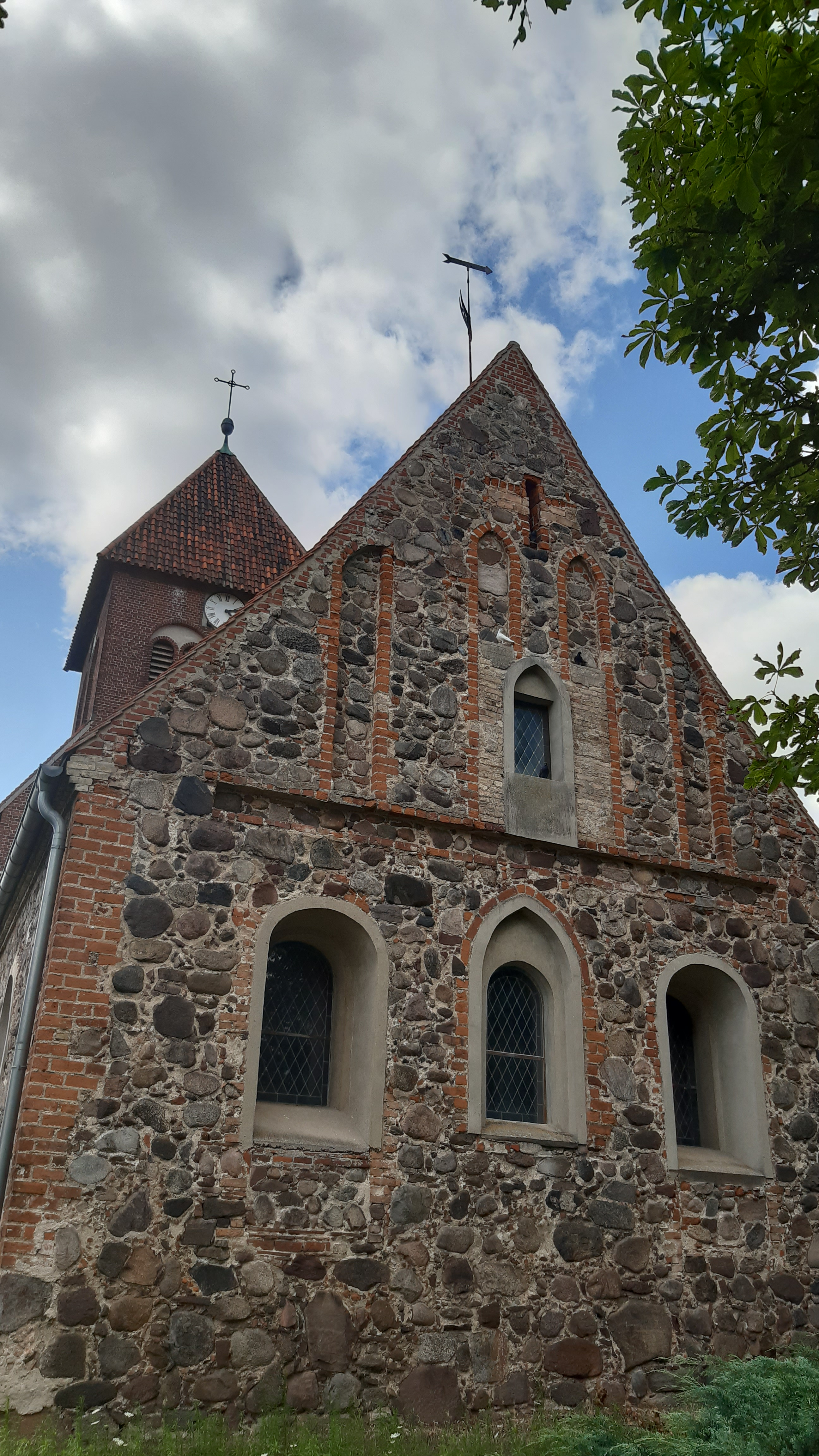
Ostgiebel mit Umbauspuren sowie Wetterfahne mit der Jahreszahl 1772

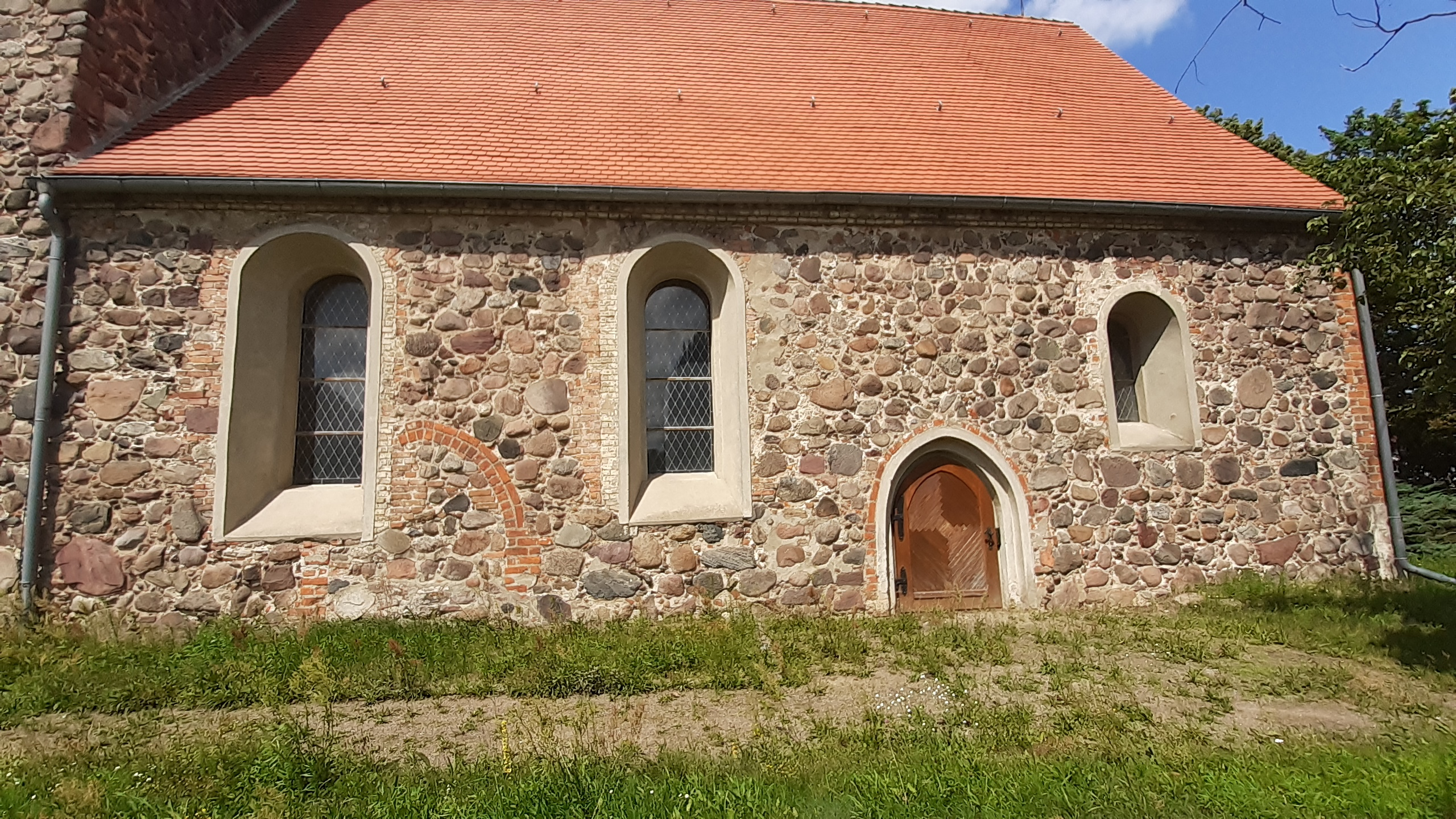
Reste eines zugemauerten zweiten Südeingangs

Der historische Kanzelaltar entstand m Laufe einiger Jahrhunderte, er wurde Mitte der 2010er Jahre restauriert und mit einem Gottesdienst im September 2019 neu geweiht. Er war von Schädlingen befallen und durch Umwelteinflüsse beschädigt worden. Die Finanzierung der Arbeiten erfolgte durch Hilfen der evangelischen Landeskirche sowie durch zahlreiche private und gewerbliche Spenden.

## Architektur

### Außen

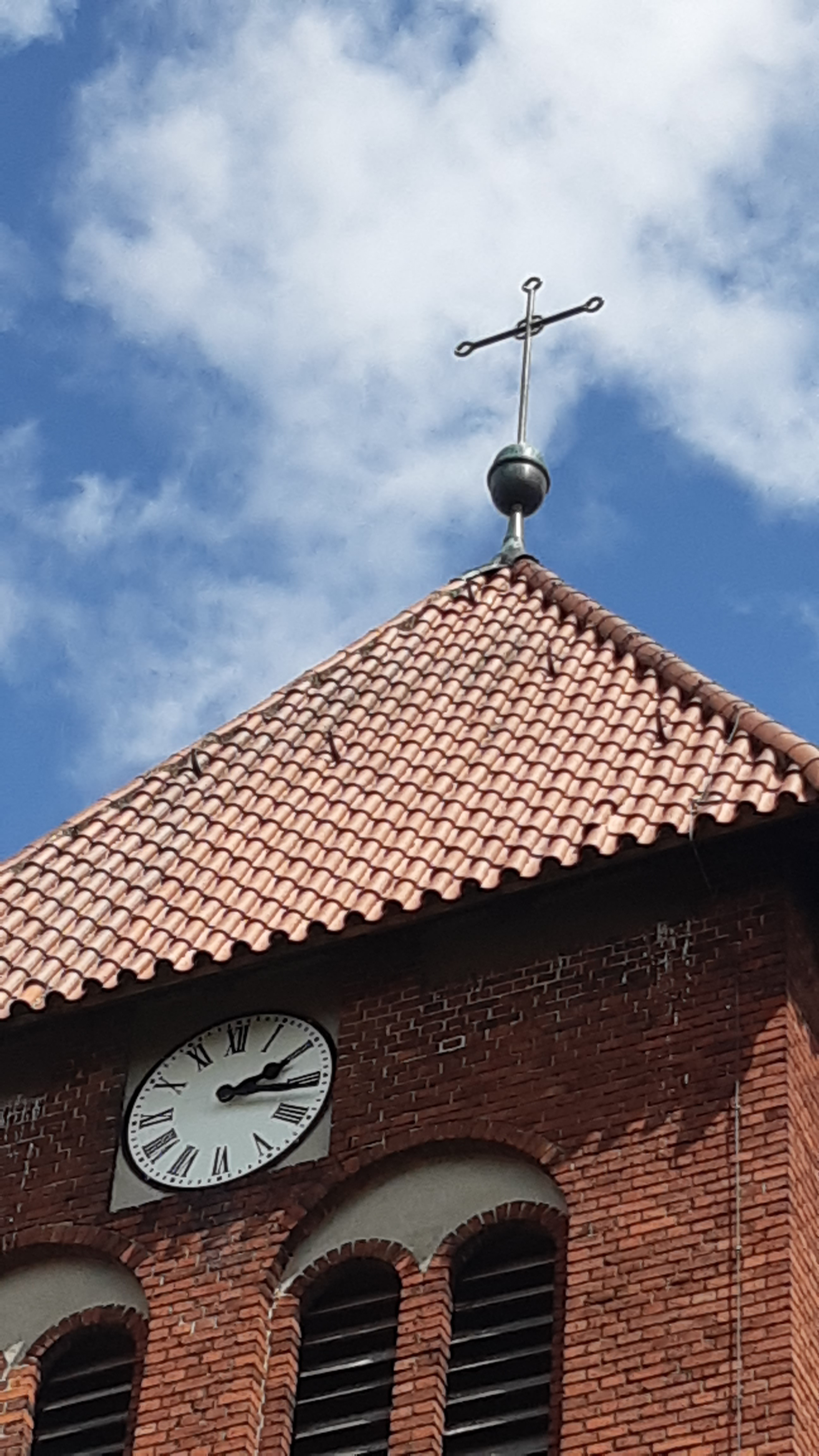
Turmspitze mit Schallluken, Zifferblatt der Uhr, Dachteil, Turmkugel und Turmkreuz

Das aus Feldsteinen errichtete Kirchengebäude mit einem rechteckigen Grundriss ist in Ost-West-Richtung ausgerichtet. Es schließt auf der Westseite mit einem massiven aus Feldsteinen gemauerten querrechteckigen Westturm an das Hauptschiff an. Unter dem Dach des Backsteinturmaufsatzes zieht sich auf jeder Seite ein Doppelpaar Rundfenster herum, hinter dem das Geläut untergebracht ist. Über den Fenstern ist nach jeder Seite des Turmes ein rundes Zifferblatt der Turmuhr angebracht, die Zeit wird mit römischen Ziffern wiedergegeben.
Der Bau verfügt über einen Südeingang und einen Westeingang (ein Spitzbogenportal im Turmunterbau).

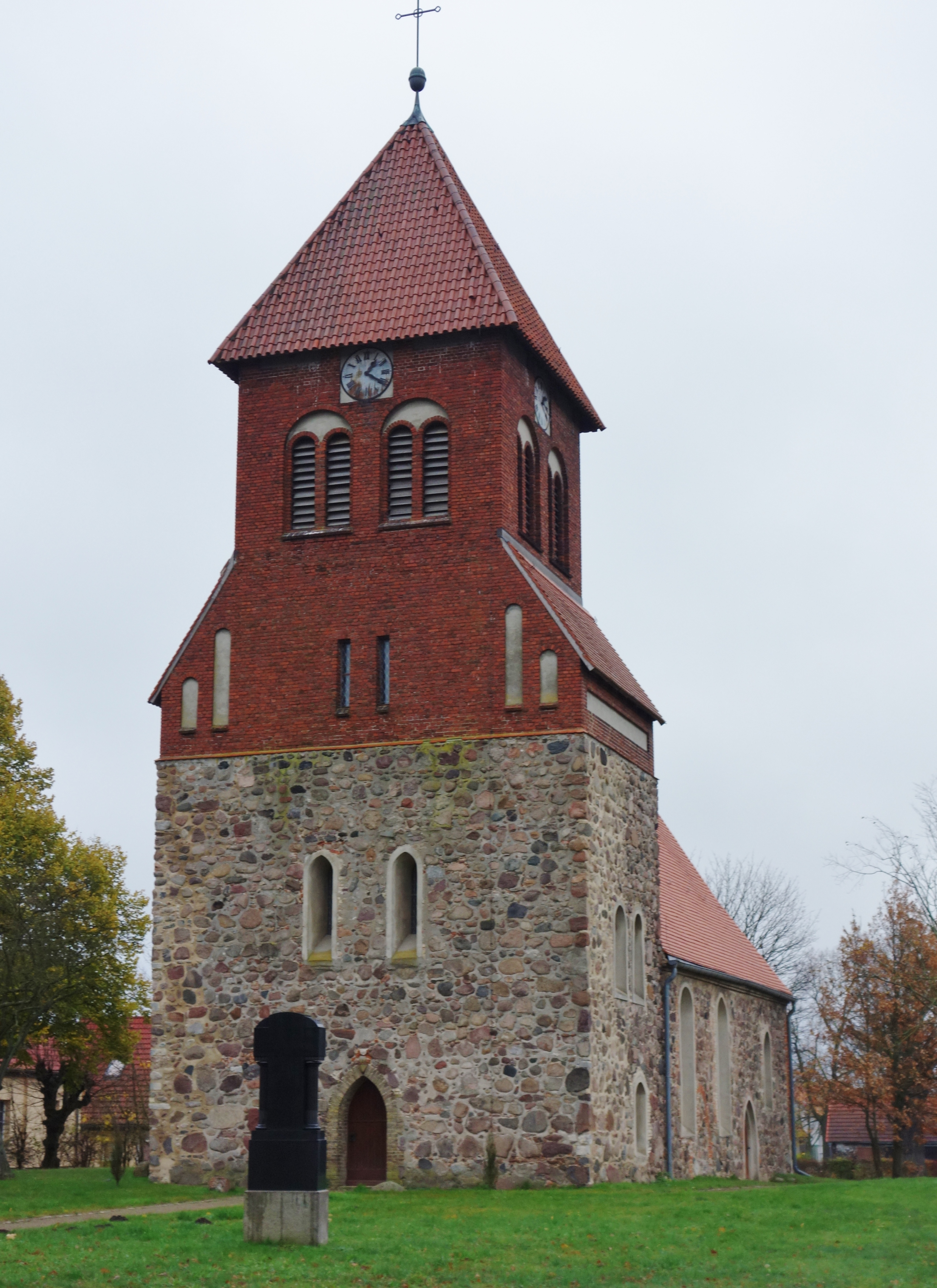
Westseite der Kirche mit der Turmfront und einem einzelnen Grabstein davor

Im Ostgiebel dienen gestaffelte Spitzbogenblenden mit Backsteinkanten als Gliederung. Die Dächer des Turmes, des breiteren Turmunterbaus und des Kirchenschiffes sind mit roten Dachziegeln eingedeckt. Auf der Dachspitze erhebt sich über einer Turmkugel ein metallenes Kreuz.

### Innen
Das Kirchenschiff endet auf der Ostseite in einen Altarraum, es gibt keine Seitenschiffe, daher gilt das Gotteshaus als Saalkirche. Querlaufende offene nachgedunkelte Holzbalken stützen die flache Deckenkonstruktion.
Auf allen Seiten sind Rundfenster in das Mauerwerk eingefügt. Leicht farbige, mit Ornamenten versehene Glasscheiben lassen das Tageslicht in den Raum einfallen.

## Ausstattung

### Altar
Die rechteckige Apsis wird vom hölzernen barocken Kanzelaltar aus dem 17. Jahrhundert dominiert, der – wie oben erwähnt – aus der Kanzel, dem Hochaltar und der Sakristei neu gestaltet worden war. Auf der Altarrückwand ist die Jahreszahl 1691 vermerkt.
Er ist mit Weinlaubsäulen und Akanthuswangen ausgestattet, im Altarauszug ist eine Spruchkartusche, bekrönt von einer Strahlensonne, angebracht. Der polygonale Kanzelkorb stammt vermutlich aus dem Jahr 1691 von P. Krantz (nach einer Inschrift am Verbindungsstück zur Sakristei) und stand ursprünglich frei. Er ist mit den geschnitzten Relieffiguren Christi und der vier Evangelisten in Muschelnischen versehen und an den Seiten zusätzlich mit Knorpelwerk verziert. Durch das Zusammenfügen mit dem Altar sind jedoch vom Hauptraum aus nur Lukas und Markus erkennbar, Matthäus und Johannes sind verdeckt.
Zwei Engel über der Kanzel symbolisieren einen alten Abendmahlsbrauch: Links steht der Engel mit dem Brotteller, rechts der mit dem Abendmahlskelch. Hier hielten die Kirchenbesucher ein Wandelabendmahl, zunächst nahmen sie links vor dem Altar das Brot in Empfang, liefen dann hinter dem Altar auf die andere Seite und tranken dort aus dem Kelch.
Angeschlossen ist die eingebaute Sakristei mit geschnitzten Knorpelwerkwänden. Zusätzlich bilden Reliefs einen reichhaltigen Schmuck. Große Teile des Altarkomplexes sind farbig gestaltet: Säulen blau mit goldenem Rankenwerk, hellgraue und blaue Flächen.
An den Seiten der Stufen vor dem Altartisch wurden die Kommunionbänke platziert, die jedoch nur noch als Dekoration dienen.

### Apsis
In den nördlichen und südlichen Ecken der Apsis stehen zwei spätmittelalterliche Schnitzfiguren auf Konsolen: Maria und die Anna selbdritt. Sie gehörten zu einer Triumphkreuzgruppe vom Anfang des 16. Jahrhunderts.
Zwischen dem Kirchenhauptraum und dem Altarraum hängt ein massiver metallener Kronleuchter von der Decke herab, der aus dem 17. Jahrhundert stammt, jedoch nicht mehr benutzt wird. Er ist mit Zeus auf dem Adler verziert.
Ein steinernes Taufbecken vervollständigt die Ausstattung der Apsis. Es ist ein Werk in schlichter Kelchform vom Ende des 17. Jahrhunderts.
An der Südwand der Apsis stehen einige Ehrenlogen. Dieser Bereich ist vom Kirchenhauptraum mit einem kleinen hölzernen Gitter abgetrennt.

### Kirchenraum
Hölzerne Sitzbänke für 120 Kirchenbesucher verteilen sich in zwei Reihen zwischen der Empore und der Apsis. Ein mit einem roten Teppich ausgelegter Mittelgang trennt die Sitzreihen.
Für die Raumbeleuchtung hat die Gemeinde moderne Milchglaszylinder-Leuchten in zwei Reihen gleichmäßig an der Decke anbringen lassen.
Im Ostbereich des Kirchenschiffes befindet sich eine Empore, auf welcher Ende des 19. Jahrhunderts die erste Orgel installiert wurde.

### Orgel
Zur Orgelgeschichte gibt es zwei unterschiedliche Darstellungen:
Ein erstes Kirchenmusikinstrument soll der Potsdamer Orgelbauer Carl Ludwig Gesell 1861 auf der Empore installiert haben. Dieses wurde im Jahr 1908 erweitert und verändert. Oder die erste Orgel stammt aus der Werkstatt des Orgelbaumeisters Dinse. Sie weist eine weiche Intonation auf.
Die aktuell gespielte Orgel (in den 2020er Jahren) ist daher vermutlich eine Mischung aus beiden Instrumenten, denn bis zum Beginn des 21. Jahrhunderts soll das Instrument mindestens zweimal umgebaut worden sein.
Sie besitzt neun Register auf zwei Manualen und Pedal mit pneumatischer Traktur.

### Geläut
Hinter der Orgel hängen drei Seile herab, mit denen die Kirchenglocken wie in früheren Zeiten von Hand geläutet werden. Es handelt sich um drei Gussstahl-Glocken, die die Inschriften Fröhlich in Hoffnung, Geduldig in Trübsal und Treu im Gebet tragen.

## Seelsorge
Neben den typischen gottesdienstlichen Veranstaltungen wie Taufen, Predigten, Konfirmationen, Erntedank oder Trauerfeiern nutzen die Christen aus dem Ort, aber auch von weiterher Kommende, die Kirche gern für ihre Trauungen. Häufig feiern hier Paare aus Berlin ihr großes Fest mit ihren Gästen. Ein nahe stehendes Hotel bietet Unterkunft.
Die Kirche samt Orgel wird auch für Konzerte genutzt, beispielsweise traten im Jahr 2014 die A-cappella-Sänger La Voix mixte auf.
Pfarrer (Auswahl)
- 2009–2016, 31. Oktober: Barbara Pfülle, Pfarrerin des Liebenwalder Kirchensprengels und damit auch der Gemeinde Wensickendorf[6]
- 2017–2020: Matthäus Monz und Michaela Jecht (Pfarrehepaar, übernahm wechselseitig die Amtsgeschäfte)
- seit 2021, 1. Januar: Friedemann Humburg (Vakanzverwaltung)

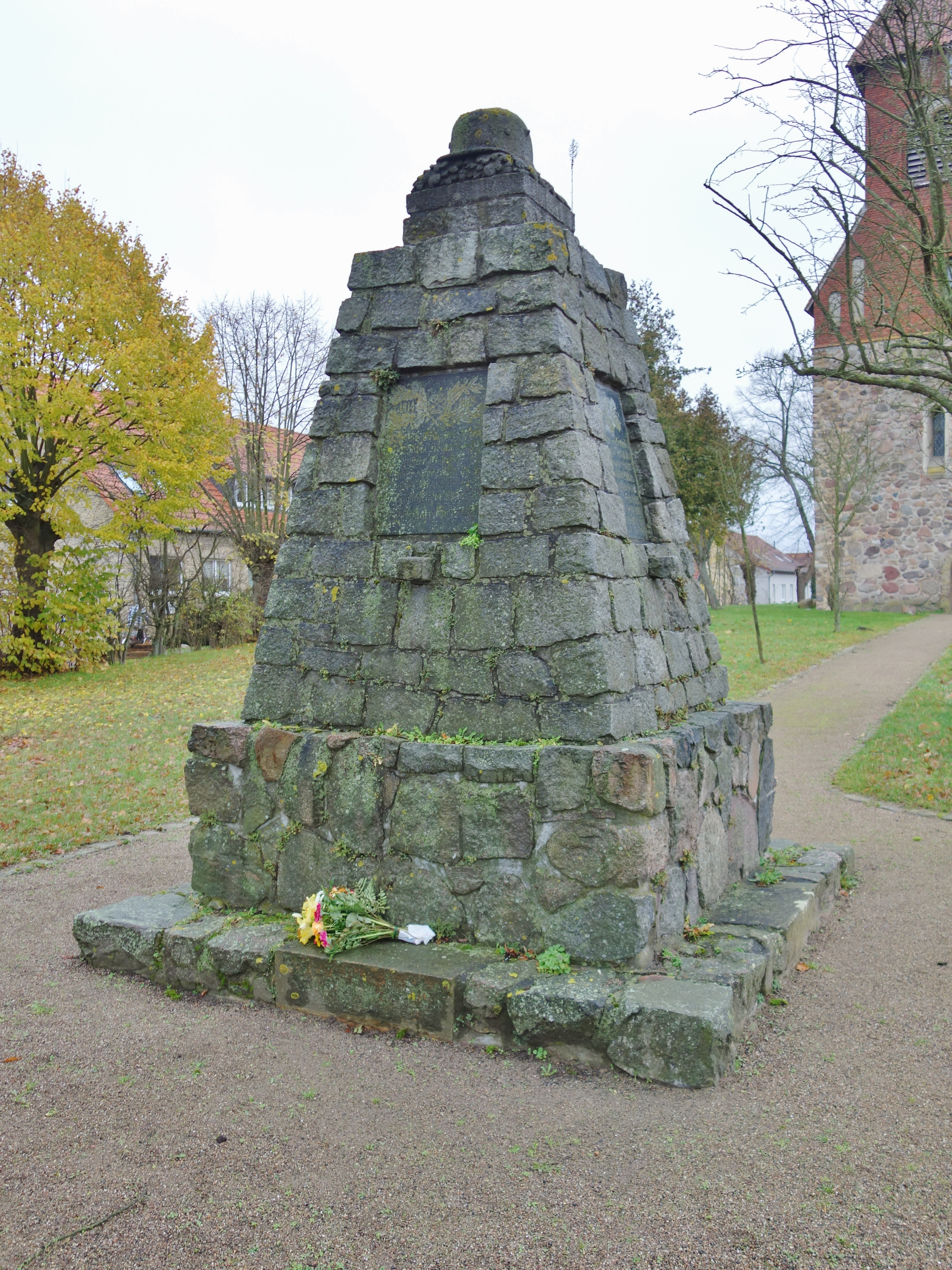
Gefallenendenkmal neben der Dorfkirche

## In der Umgebung
An der westlichen Spitze des historischen Dorfangers hat die Gemeinde ein Kriegerdenkmal aus Feldsteinen in Form einer Pyramide aufgestellt. Eine stark verwitterte Namenstafel erinnert an die aus dem Ort stammenden Toten im Ersten Weltkrieg. Außerdem ist ein schwarzer Marmorgrabstein mit goldener Inschrift für den hier ebenfalls in dieser Zeit verstorbenen Georg Rathenow (* 16. April 1894, 27. Oktober 1914) erhalten. Gestiftet haben ihn die Eltern, wovon der Nachruf „Hier ruht in Gott unser einziger hoffnungsvoller Sohn, guter Bruder und Neffe, der Seminarist Georg Rathenow“ zeugt. Sie fanden hier später ebenfalls ihre letzte Ruhestätten: Emil Rathenow (1863–1934) und Auguste Rathenow, geb. Flöder (1870–1945). Die Kirchengemeinde kümmert sich um den Erhalt beider Andenken.